# Gerrit Nagels
Gerrit Willem Nagels (ur. 7 kwietnia 1906 w Enschede  – zm. 26 lutego 1950 tamże) – piłkarz holenderski grający na pozycji pomocnika. W swojej karierze rozegrał 3 mecze w reprezentacji Holandii.

## Kariera klubowa
W swojej karierze piłkarskiej Nagels grał w klubie Sportclub Enschede. W sezonie 1925/1926 wywalczył z nim tytuł mistrza Holandii, jedyny w historii klubu.

## Kariera reprezentacyjna
W reprezentacji Holandii Nagels zadebiutował 14 czerwca 1928 w przegranym 1:2 towarzyskim meczu z Egiptem, rozegranym w Rotterdamie. Od 1928 do 1933 roku rozegrał w kadrze narodowej 3 mecze.